# Simple Instant Messenger
Simple Instant Messenger (SIM) je svobodný software a multiprotokolový instant messanger, který je díky Qt knihovně dostupný na Linuxu, Windowsu a Mac OS X. Vývoj SIM-ICQ byl zastaven z nedostatku času hlavního ruského programátora Vladimira Šutova. Později se zformovala vývojářská skupina a projekt byl obnoven se jménem SIM-IM: Verze 0.9.4.1 - 21. října 2006. Vedle stabilní větve existuje také testovací větev s verzí 0.9.5. Zdrojový kód lze získat přes Subversion.
SIM podporuje následující protokoly:
- Oscar – podporuje ICQ a AIM
- Jabber
- LiveJournal
- .NET Messenger Servis (také znám jako MSN)
- Yahoo!